# Provinz Osterinsel
Die Provinz Osterinsel (spanisch Provincia de Isla de Pascua) ist eine von acht Provinzen der chilenischen Región de Valparaíso.
Sie erstreckt sich über ein Gebiet von 163,6 km² und hat 3791 Einwohner (Stand: Zensus 2002), davon 3304 im Hauptort Hanga Roa selbst. Sie ist die einzige Provinz Chiles, die in Polynesien liegt, und zusammen mit der Chilenischen Antarktis die einzige außerhalb Südamerikas.
Die Provinz wird nicht wie die meisten übrigen Departamentos Chiles weiter in Gemeinden untergliedert, sondern entspricht einer Gemeinde.
Zur Provinz und Gemeinde gehören neben der Osterinsel auch fünf kleine unbewohnte Nebeninseln: Motu Iti, Motu Kau Kau und Motu Nui im Südwesten, Motu Tautara und Motu Ko Hepoko im Westen und Motu Marotiri im Süden der Nordosthalbinsel Poike. Ebenso gehört die 400 km weiter östlich gelegene Doppelinsel Salas y Gómez dazu.
Ein bei der chilenischen Regierung akkreditierter Gouverneur verwaltet die Insel. Seit 1984 ist das immer ein Einheimischer. Seit 1966 wird alle vier Jahre in Hanga Roa ein Gemeinderat aus sechs Personen gewählt, einer davon wird zum Bürgermeister ernannt. Auf der Insel sind etwa zwei Dutzend Polizisten stationiert, die auch für die Flughafensicherheit verantwortlich sind. Das chilenische Militär ist insbesondere mit der Marine präsent. Die Marinestation verfügt über ein Patrouillenboot, das auch für die Seenotrettung zuständig ist. Währung ist der Chilenische Peso, der US-Dollar hat sich inzwischen zu einer Nebenwährung entwickelt und wird überall akzeptiert. Die Osterinsel ist zollfreies Gebiet, sodass die Einnahmen durch Steuern und Abgaben verhältnismäßig gering sind. Der öffentliche Haushalt wird in hohem Maße von der chilenischen Zentralregierung subventioniert.